# San Zeno di Montagna
San Zeno di Montagna es una localidad y comune italiana de la provincia de Verona, región de Véneto, con 1.367 habitantes.

## Evolución demográfica
| Gráfica de evolución demográfica de San Zeno di Montagna entre 1861 y 2001 |
|                                                                            |
| Fuente ISTAT - elaboración gráfica de Wikipedia                            |